# Východosyrský ritus
Východosyrský ritus, označovaný také jako chaldejský nebo syrsko-mezopotamský,  je křesťanský ritus, který se používá v liturgii od prvních staletí našeho letopočtu, a to především na území dnešního Iráku, jakož i v Íránu a Sýrii, ale také například na Kypru. Liturgickým jazykem je převážně syrština. Používá jej především chaldejská katolická církev (s některými prvky římské liturgie), asyrská církev Východu a starobylá církev Východu. Je znám svou anaforou Addaie a Mariho, která neobsahuje slova ustanovení.